# Popis otrovnih biljaka
Popis otrovnih biljaka
Otrovno bilje jest ono koje proizvodi otrovne tvari koje odbijaju životinje od konzumacije spomenutih biljaka. Biljke ne mogu pobjeći od svojih predatora pa su razvile drugačije strategije zaštite od životinja koje ih jedu. Neke se biljke brane fizički, putem trnja, no većina ih se brani raznim kemijskim tvarima. Tijekom dugih vremenskih razdoblja biljke su putem evolucije počele stvarati komplicirane kemijske spojeve koji odbijaju životinje od konzumacije. Tanini se mogu uzeti kao primjer relativno ranog razdoblja u evoluciji biljnih odbrambenih spojeva. Kod evolucijski mlađih biljaka važnu ulogu imaju na primjer poliacetilenski spojevi (u redu Asterales).Brojni od ovih spojeva putem negativnih efekata sprečavaju konzumaciju.Spomenuti efekti mogu se rangirati od blage neugodnosti pa sve do smrti.

## Europsko otrovno bilje
Sljedeća lista navodi samo češće otrovno bilje,te ono o kojem postoje podaci da je otrovno.Ako neka biljka nije na listi ne znači da nije otrovna. Ukupno u srednjoj Europi postoji oko 50 biljnih porodica u kojima nalazimo otrovne biljke.Lista ne uključuje otrovne gljive,pošto se spomenute ne smatraju za biljke.
Na listi su i neke od sobnih te vrtnih biljaka koje ne potječu iz Europe.
| Znanstveni naziv                         | Narodni naziv            | Stupanj otrovnosti | Otrovni dijelovi                     | Glavne djelotvorne tvari                                                                           | Posljedice trovanja                                                                                                  | Slika |
| ---------------------------------------- | ------------------------ | ------------------ | ------------------------------------ | -------------------------------------------------------------------------------------------------- | --- | ----- |
| Aconitum lycoctonum                      | oštrobridi jedić         | jako otrovan       | svi dijelovi                         | Nor-Diterpeni Likakonitin i Likoktonin                                                             | grčevi,paraliza, smrt                                                                                                |       |
| Aconitum napellus                        | modri jedić              | jako otrovan       | svi dijelovi                         | Akonitin                                                                                           | Osjećaj hladnoće,grčevi, smrt                                                                                        |       |
| Aethusa cynapium                         | Divlji peršin            | jako otrovan       | svi dijelovi                         | Aetuzin                                                                                            | Gušenje |       |
| Arum spp.                                | Kozlac                   | otrovan            | svi dijelovi                         | Oksalat, Saponin, konin                                                                            | povračanje.proljev,crvenilo                                                                                          |       |
| Atropa belladonna                        | Veliki bun, Velebilje    | jako otrovna       | svi dijelovi,prije svega plodovi     | Atropin                                                                                            | halucinacije,grčevi,smrt                                                                                             |       |
| Brugmansia spp.                          | Anđeoska truba           | jako otrovna       | svi dijelovi                         | alkaloidi skopolamin, Hioscijamin                                                                  | nesvijestica,smrt |       |
| Brunfelsia pauciflora                    | Jučer-danas-sutra        |                    | korijen                              | Skopoletin (kumarin-Derivati)                                                                      | gušenje |       |
| Buxus sempervirens                       | vazdazeleni šimšir       | otrovan            | svi dijelovi,lišće                   | alkaloid Ciklobuksin D                                                                             | povračanje,grčevi,smrt                                                                                               |       |
| Cascabela thevetia (Thevetia peruviana ) | peruanska tevetija       |                    | svi dijelovi                         | Tevetin                                                                                            | nadražaj kože,poremećaji svijesti                                                                                    |       |
| Chaerophyllum temulum                    | njišuća krabljica        |                    | zeleni dijelovi,sijeno               | Falkarinol                                                                                         | paraliza |       |
| Cicuta virosa                            | otrovna trubeljika       | jako otrovna       | svi dijelovi                         | Cikutoksin                                                                                         | gađenje,osjećaj na povračanje,grčevi                                                                                 |       |
| Colchicum autumnale                      | jesenski mrazovac        | jako otrovan       | svi dijelovi,sjeme                   | Kolhicin                                                                                           | gađenje,paraliza središnjeg nervnog sustava,smrt (20–40 mg)                                                          |       |
| Conium spp.                              | velika kukuta            | vidi C.maculatum   |                                      | | |       |
| Conium maculatum                         | pjegava velika kukuta    | jako otrovna       | svi dijelovi,sjeme                   | Konin                                                                                              | paraliza,gušenje |       |
| Convallaria majalis                      | Đurđica                  | jako otrovna       | lišće,cvjetovi                       | konvalatoksin )                                                                                    | gađenje,poremećaji srčanog ritma,kolaps krvotoka,smrt                                                                |       |
| Cyclamen spp.                            | Ciklama                  | otrovna            | listovi,gomolj                       | Ciklamin                                                                                           | grčevi,vrtoglavica                                                                                                   |       |
| Daphne mezereum                          | Obični likovac           | jako otrovna       | Bobice                               | Mezerein                                                                                           | gađenje,povračanje,srčani poremečaji                                                                                 |       |
| Datura stramonium                        | bijeli kužnjak           | jako otrovna       | svi dijelovi                         | Atropin, Skopolamin                                                                                | groznica,nesvijestica,halucinacije                                                                                   |       |
| Delphinium elatum                        | Kokotić                  |                    | svi dijelovi                         | Elatin                                                                                             | poremećaji probave                                                                                                   |       |
| Digitalis purpurea                       | grimizni naprstak        | jako otrovan       | lišće                                | Digitoksin                                                                                         | poremečaji srčanog ritma,upale,gađenje,povraćanje,poremećaji vida                                                    |       |
| Dieffenbachia spp.                       | Difenbahija              | jako otrovna       | zeleni dijelovi,sok                  | Oksalna kiselina, Kalzciumoksalat                                                                  | nadražaj kože,povračanje,poremečaji srčanog ritma                                                                    |       |
| Dryopteris spp.                          | paprat                   | jako otrovna       |                                      | Tiaminaza), Filicin, Aspidin                                                                       | |       |
| Erysimum cheiri                          | šeboj žuti               |                    | svi dijelovi,sjeme                   | keirotoksin                                                                                        | nadražaj kože,poremečaji srčanog ritma                                                                               |       |
| Eschscholzia californica                 | kapa za spavanje         | otrovan            | svi dijelovi                         | Alkaloidi                                                                                          | |       |
| Euonymus europaeus                       | obična kurika            | otrovna            | svi dijelovi                         | srčani glikozidi                                                                                   | bol u trbuhu,gađenje,povračanje,proljev                                                                              |       |
| Euphorbia pulcherrima                    | Božićna zvijezda         | slabo otrovna      | mliječni sok                         | | nadražaj kože,poremečaj probave                                                                                      |       |
| Ficus elastica                           | Gumijevac                | slabo otrovan      | biljni sok                           | | nadražaj kože i sluzokože,probavni problemi,povračanje                                                               |       |
| Gloriosa superba                         | plameni ljiljan          |                    | svi dijelovi                         | kolhicin                                                                                           | gađenje,paraliza dišnih organa                                                                                       |       |
| Hedera helix                             | Bršljan                  | slabo otrovan      | svi dijelovi                         | alfa-Hederin                                                                                       | male količine lijek,veče otrov,poremečaji probave,groznica                                                           |       |
| Helleborus foetidus                      | Smrdljivi kukurijek      | jako otrovan       | svi dijelovi                         | Protoanemonin                                                                                      | gađenje,grčevi |       |
| Helleborus niger                         | Crni kukurijek           | jako otrovan       | svi dijelovi                         | Helebrigenin                                                                                       | srčani problemi |       |
| Heracleum spp.                           | šapika                   | otrovna            | dodir s biljkom                      | Furanokumarini                                                                                     | crvenilo kože,mjehuri,svrbež,opekline                                                                                |       |
| Hyacinthus orientalis                    | istočnjački zumbul       | slabo otrovan      | lukovica                             | Oksalna kiselina                                                                                   | povraćanje |       |
| Hyoscyamus niger                         | crna bunika              | jako otrovna       | svi dijelovi                         | Atropin, Hioscijamin                                                                               | srčani problemi,halucinacije                                                                                         |       |
| Ilex spp.                                | Božikovina               | jako otrovna       | list,bobice                          | Rutin, Ursolna kiselina, Menisdaurin, Ilicin, Triterpen, Saponin                                   | gađenje,povraćanje,poremečaji srčanog ritma,paraliza,proljev,pospanost,oštećenje bubrega                             |       |
| Iris spp.                                | Perunika                 |                    | rizom                                | 16-Hydroksiridal                                                                                   | poremečaji probave                                                                                                   |       |
| Laburnum anagyroides                     | obični zanovijet         | otrovan            | svi dijelovi,sjeme                   | Citisin                                                                                            | paraliza dišnog sustava                                                                                              |       |
| Lamprocapnos spectabilis                 | djevojačko srce          |                    |                                      | | iritacija kože |       |
| Nerium oleander                          | Oleandar                 | otrovan            | listovi,grančice                     | Oleandrin                                                                                          | Probavni poremečaji                                                                                                  |       |
| Nicotiana tabacum                        | obični duhan             | jako otrovan       | svi dijelovi                         | Nikotin ,Nornikotin, Anabasin, Nikotirin)                                                          | vrtoglavica,gađenje,proljev,znojenje,glavobolja,hlaan znoj,grčevi,gubitak svijesti                                   |       |
| Paris quadrifolia                        | četverolisni petrov križ | jako otrovan       | svi dijelovi                         | Penogenin                                                                                          | oštećenje bubrega,smrt                                                                                               |       |
| Phaseolus vulgaris                       | Vrtni grah               | sirov otrovan      | sirove mahune i sjemnke              | Leictin                                                                                            | povraćanje,groznica,grčevi,šok                                                                                       |       |
| Pteridium aquilinum                      | orlovska bujad           |                    | svi dijelovi                         | Thiaminaza ,[Cijanogeni glikozidi,pteridin                                                         | |       |
| Prunus armeniaca                         | Marelica                 |                    | koštica ploda                        | Amigdalin                                                                                          | gađenje,povračanje,gušenje,grčevi,nesvjestica                                                                        |       |
| Prunus laurocerasus                      | Lovorvišnja              | otrovna            | listovi,koštice plodova              | Amigdalin                                                                                          | bol u trbuhu,gađenje                                                                                                 |       |
| Ranunculus spp.                          | žabnjaci, razni          | otrovni            | svi dijelovi                         | Protoanemonin                                                                                      | probavni poremečaji                                                                                                  |       |
| Rheum rhabarbarum                        | kudrava rabarbara        |                    | stručak listova                      | Oksalna kiselina, Anthrakinon                                                                      | grčevi,poremečaji u radu bubrega                                                                                     |       |
| Ricinus communis                         | obični ricinus           | jako otrovan       | Sjeme                                | Ricin                                                                                              | gašenje,groznica,poremećaji srčanog ritma,krvavi proljev,smrt                                                        |       |
| Rhododendron spp.                        | sleč                     | otrovna            | svi dijelovi                         | Andromedotoksin                                                                                    | gađenje,povraćanje,proljev,grčevi                                                                                    |       |
| Robinia spp.                             | Bagrem                   | jako otrovna       | svi dijelovi                         | Robinin, Fasien, Siringin, Protokatehinski tanin, Indican, Asparagin, Kampferol, Acacetin, Lecitin | bolu trbuhu,gađenje,povraćanje                                                                                       |       |
| Sambucus spp.                            | Bazga                    |                    | sviježe bobice,lišće,kora,izdanci    | Sambunigrin                                                                                        | povraćanje |       |
| Solanum dulcamara                        | Gorkoslad                | slabo otrovna      | svi dijelovi,nezreli plodovi         | Solasodin, Soladulcidin, Tomatidenol                                                               | povraćanje,proljev,gušenje                                                                                           |       |
| Solanum lycopersicum                     | Rajčica                  | jako otrovna       | zeleni plodovi                       | Solanin                                                                                            | proljev,gušenje,smrt                                                                                                 |       |
| Solanum melongena                        | Patlidžan                |                    | zeleni dijelovi,nezreli plodovi      | Solanin, Nikotin                                                                                   | proljev,gušenje |       |
| Solanum nigrum                           | Crna pomoćnica           | otrovna            | svi dijelovi,zeleni plodovi          | Solasodin, Soladulcidin, Tomatidenol                                                               | povraćanje,proljev,gušenje                                                                                           |       |
| Solanum tuberosum                        | Krumpir                  | sirov jako otrovan | cijela biljka,zeleni gomolji         | Solanin                                                                                            | proljev,gušenje |       |
| Strychnos ignatii                        | ignacijeva kost          |                    | Sjeme                                | Strihinin, Brucin                                                                                  | grčevi,gušenje |       |
| Strychnos nux-vomica                     | kučiba                   | jako otrovna       | svi dijelovi,sjeme                   | Strihinin                                                                                          | smrt od otkazivanja dišnog sustava                                                                                   |       |
| Tanacetum vulgare                        | obični vratić            |                    | cvjetovi,stapka                      | Tujon                                                                                              | povraćanje,upala crijeva i želuca,crvenilo lica,proširene zjenice,grčevi,oštećenje bubrega i jetre,krvarenje uterusa |       |
| Taxus baccata                            | Obična tisa              | otrovna            | koštice plodova,listovi,kora,korijen | Taksin                                                                                             | nesvjestica,kolaps cirkulacije,gušenje                                                                               |       |
| Urtica ferox                             | Ongaonga                 |                    | Kontakt: listovi                     | ? (kardenolid)                                                                                     | opekline kože,mjehuri                                                                                                |       |
| Veratrum album                           | Bijela čemerika          |                    | svi dijelovi,najviše korijen         | Protoveratrin, Germerin                                                                            | povraćanje,proljev,grčevi,gušenje                                                                                    |       |
| Wisteria sinensis                        | kineska glicinija        | otrovna            | sjeme,mahune                         | Wisteria-Lectin                                                                                    | probavne poteškoće,poteškoće s cirkulacijom                                                                          |       |

## Poveznice
- Popis otrovnih gljiva

## Vanjske poveznice)
- [neaktivna poveznica]
- US Army: Guide to poisonous and toxic plants
- Cornell University Poisonous Plants Information Database
- Plants that are toxic to pets Jessica Damiano